# 筈見純
筈見 純（はずみ じゅん、1934年7月14日 - ）は、日本の男性声優、舞台俳優、演出家である。東京都出身。アーツビジョン所属。

## 来歴
以前は新協劇団、劇団こけし座、全日本音楽芸能プロダクション、劇団薔薇座、東京アクタープロ、東京俳優生活協同組合、グループだいこん、同人舎プロダクション、ぷろだくしょんバオバブ に所属していた。

## 人物
テレビ草創期から吹き替えを中心に活動している。自身が主宰する譚倶楽部において池波正太郎作品を中心に演出や朗読劇を行うなど、若手の育成にも取り組んでいる。かつては日本ナレーション演技研究所の講師としても活動しており、教え子には松岡禎丞がいる。
趣味・特技は野球、スキー。

### 代役・後任
2020年代からは過去に演じたキャラクターの再演で代役が立てられている。
| 後任     | 役名               | 概要作品                   | 代役の初担当作品             |
| -------- | ------------------ | -------------------------- | ---------------------------- |
| 山野井仁 | ハンス・グルーバー | 『ダイ・ハード』機内上映版 | スターチャンネル追加収録部分 |
| 坂詰貴之 | コンリー           | 『ウォー・ゲーム』         | 超・特別版BD追加収録部分     |

## 出演

### テレビアニメ
1963年
- 鉄腕アトム (アニメ第1作)（兵士隊長）

1965年
- ジャングル大帝（ハーリー）

1967年
- かみなり坊やピッカリ・ビー
- リボンの騎士（チャコールランド王、兵士）

1968年
- わんぱく探偵団（医師、潜水夫、部下達）

1969年
- 忍風カムイ外伝（新田のミワタ）

1973年
- エースをねらえ!（1973年 - 1974年）
- ど根性ガエル

1974年
- アルプスの少女ハイジ
- 空手バカ一代
- 侍ジャイアンツ（江本孟紀）

1976年
- 母をたずねて三千里
- ブロッカー軍団IVマシーンブラスター（父）

1977年
- あしたへアタック!
- 家なき子
- シートン動物記 くまの子ジャッキー（ケルヤン）
- 新・巨人の星（1977年 - 1978年、広岡達朗）
- 超合体魔術ロボ ギンガイザー（ゴローの父）
- 超スーパーカー ガッタイガー（若月雄三）

1978年
- 宇宙魔神ダイケンゴー（ダレス）
- 女王陛下のプティアンジェ（怪盗白ゆり）

1979年
- 新・巨人の星II
- ルパン三世 (TV第2シリーズ)

1980年
- 鉄腕アトム (アニメ第2作)（キール）
- トム・ソーヤーの冒険（ロビンソン医師）
- ムーの白鯨

1981年
- 宇宙戦士バルディオス（幹部B）
- うる星やつら（けつねタヌキの竜）
- おはよう!スパンク
- 太陽の牙ダグラム（代表C）
- 鉄腕アトム (アニメ第2作)（メイスン）

1982年
- 銀河旋風ブライガー（アンソニー）
- トンデラハウスの大冒険（イエス・キリスト）
- 魔境伝説アクロバンチ（トム）
- 魔法のプリンセス ミンキーモモ（1982年 - 1983年、ルピン）
- 六神合体ゴッドマーズ（バクトール）

1983年
- 銀河疾風サスライガー（ジョン・アンロック）
- 装甲騎兵ボトムズ（レスリオン艦長）
- 特装機兵ドルバック（ゴードン、ズルス、老人）
- プラレス3四郎（1983年 - 1984年、章蔵、カイザー）
- ミームいろいろ夢の旅（クリモト）

1984年
- 機甲界ガリアン（1984年 - 1985年、ダルタス）
- キャッツ・アイ
- よろしくメカドック（蛭田刑事）

1985年
- 星銃士ビスマルク（ブラック・サンダー）
- ダーティペア（エディ）
- 超獣機神ダンクーガ（ベルイマン大統領）
- 忍者戦士飛影（軍首脳）

1987年
- エスパー魔美（父親）
- シティーハンター（渡辺社長）
- ハイスクール!奇面組（天下泰平）

1988年
- ミスター味っ子（リャン・ガ・コーテー）

1989年
- 青いブリンク（シャーク、黒騎士）
- 機動警察パトレイバー（井崎）

1990年
- 八百八町表裏 化粧師（水野）
- ルパン三世 ヘミングウェイ・ペーパーの謎（マルセス）
- 笑ゥせぇるすまん（日眞賀星也）

1991年
- 楽しいムーミン一家（アンバー）
- トラップ一家物語（大統領）
- 新世紀GPXサイバーフォーミュラ（ギャバン）
- らんま1/2 熱闘編（おかめ〈虎八〉）

1992年
- 宇宙の騎士テッカマンブレード（大統領）
- 横山光輝 三国志（程昱〈2代目〉）

1993年
- 忍たま乱太郎（今和野極三）

1994年
- 覇王大系リューナイト（マドラ）
- ハックルベリー・フィンの冒険（公爵）

1995年
- H2（城山監督）
- 恐竜冒険記ジュラトリッパー（アリハリス国王）

1996年
- 快傑ゾロ（船長、カピタル）

1997年
- EAT-MAN（サドラー）
- 名探偵コナン（1997年 - 2004年、花岡兼人、虎倉大介、出川俊昭、御上平八）

1998年
- 魔術士オーフェン（コークスの親父）
- MASTERキートン（部下C）

1999年
- ∀ガンダム（職員C）
- Bビーダマン爆外伝V（ハンターボン）

2001年
- ノワール（評議員）
- スターオーシャンEX（ハーベスト）

2002年
- キディ・グレイド（ボーイ長）

2003年
- キノの旅 -the Beautiful World-（キノの父）
- 金色のガッシュベル!!（2003年 - 2005年、リィエンの父、パクロン）
- TEXHNOLYZE（辻中信一郎）
- フルメタル・パニック? ふもっふ（龍神会組長）

2004年
- ブラック・ジャック（徳川先生）

2005年
- 甲虫王者ムシキング 森の民の伝説（ドアン）
- 蟲師（あこやの父）

2006年
- ケモノヅメ（桃田十蔵）
- ブラック・ジャック21（ドクター・ジョルジュ）

2007年
- DARKER THAN BLACK -黒の契約者-（中澤）
- MOONLIGHT MILE 1stシーズン -Lift off-（ソダーバーグ）

2008年
- 薬師寺涼子の怪奇事件簿（江熊榮太郎）

2010年
- ご姉弟物語（藤岡）

2014年
- 信長協奏曲（磯野員昌）

2017年
- 鬼平（泥鰌の和助）

### 劇場アニメ
1979年
- アルプスの少女ハイジ（ゼーゼマン）

1980年
- あしたのジョー

1981年
- 21エモン 宇宙へいらっしゃい!（船長）

1982年
- 伝説巨神イデオン 発動篇（パーキンスン）

1983年
- 宇宙戦艦ヤマト 完結編（地球防衛軍先任参謀）
- ドキュメント 太陽の牙ダグラム（代表B）

1984年
- 地球物語 テレパス2500（ルカイ）

1986年
- 強殖装甲ガイバー（巻島玄蔵）
- RUNNING BOY スター・ソルジャーの秘密（社長）

1991年
- ドラえもん のび太のドラビアンナイト（アル・ラシード）

1997年
- クレヨンしんちゃん 暗黒タマタマ大追跡（ヘクソン）
- 幕末のスパシーボ（ポシェート中佐）

2007年
- ストレンヂア 無皇刃譚（絶界）

2011年
- クレヨンしんちゃん 嵐を呼ぶ黄金のスパイ大作戦（美術数男）

2013年
- デス・ビリヤード（老人）

### OVA
1985年
- 魔法のプリンセス ミンキーモモ 夢の中の輪舞（ルピン）

1986年
- 機甲界ガリアン 大地の章（ダルタス）
- 機甲界ガリアン 天空の章（ダルタス）
- 機甲界ガリアン 鉄の紋章（将校B）

1987年
- 傷追い人（ロベロ）

1988年
- 機動警察パトレイバー（甲斐冽輝）
- 沙羅曼蛇（リー・マクベイン主席、ステファニィの父）
- トウキョウ・バイス（所長）
- New Story of Aura Battler DUNBINE（シュンカ・ザマ）
- 麻雀飛翔伝 哭きの竜（室田）

1989年
- 寒月一凍悪霊斬り（高柳錬蔵）
- 機動戦士ガンダム0080 ポケットの中の戦争（イームズ・イズルハ）
- 強殖装甲ガイバー（巻島玄蔵 / エンザイム）
- 超獣機神ダンクーガ 白熱の終章（ドイル長官）
- ライディングビーン（ジョージ）

1990年
- 男樹（神江竜三郎）

1991年
- 機動戦士ガンダム0083 STARDUST MEMORY（アレン）
- 銀河英雄伝説（オスカー・フォン・ロイエンタールの父）

1992年
- ドン 極道水滸伝（播堂練太郎）
- ドン 極道水滸伝 怒濤編（伊達）

1993年
- ブラック・ジャック（ギル）

1995年
- 沈黙の艦隊（テレンス・B・カーバー）
- D・N・A² 〜何処かで失くしたあいつのアイツ〜（森）※OVA追加エピソード

1996年
- アルプスの少女ハイジ アルムの山編
- アルプスの少女ハイジ ハイジとクララ編

1998年
- 超機動伝説ダイナギガ（雄物川所長）
- 魔界転生（戸田五太夫）

### ゲーム
1998年
- SDガンダム GGENERATION（1998年 - 2016年、シャリア・ブル〈第1作〉、ユイマン・カーライル） - 3作品
- 機動戦士ガンダム ギレンの野望（シャリア・ブル）

2000年
- EVE ZERO（葉室銀）
- 機動戦士ガンダム ギレンの野望 ジオンの系譜（シャリア・ブル）

2002年
- 裏技麻雀〜これって天和ってやつかい〜（百田組長）
- 機動戦士ガンダム ギレンの野望 ジオン独立戦争記（シャリア・ブル、ディック・アレン）

2003年
- アークス・ファタリス 日本語版 (ドラコン)
- 機動戦士ガンダム めぐりあい宇宙（シャリア・ブル）
- 零 紅い蝶（桐生善達）

2004年
- テイルズ オブ リバース（ランドグリーズ）
- FATAL FRAME II CRIMSON BUTTERFLY DIRECTOR'S CUT（桐生善達）

2005年
- 影牢II -Dark illusion-（オラフ国王）
- ツキヨニサラバ（パパ・トニーオ）

2006年
- コロボットアドベンチャー（ジテンサイ）

2008年
- 機動戦士ガンダム ギレンの野望 アクシズの脅威（シャリア・ブル、ディック・アレン）
- クレヨンしんちゃん 嵐を呼ぶ シネマランド カチンコガチンコ大活劇!

2011年
- 機動戦士ガンダム 新ギレンの野望（シャリア・ブル、ディック・アレン）

2012年
- 零 眞紅の蝶（桐生善達）

2014年
- 機動戦士ガンダム サイドストーリーズ（ユイマン・カーライル）

### ドラマCD
- エゴイズム（祖父）
- 風の歌 星の道（バルベイ）
- 季節を抱きしめて ドラマCD 第1巻
- 金田一少年の事件簿 悪魔組曲殺人事件（御堂周一郎）
- クラッシャーズ Knight&RanII 〜海に眠る夢〜（坂田邦彦）
- クロノクルセイド オリジナルドラマSPIRIT（ジョージ・バーンズ）
- 創竜伝 蜃気楼都市（名雲泰信）
- テイルズ オブ リバース（聖獣ランドグリーズ）
- BOUNTY DOG/月面のイブ（ジョーンズ〈サー・メメント・モリ〉）
- 被虐の荒野（サンダース）
- 雪割りの花（倉田町内会長）

### ラジオドラマ
- アイザック・アシモフ原作 黒後家蜘蛛の会「地球が沈んで宵の明星が輝く」（ジャン・セルヴェ）
- 江戸川乱歩 インターナショナルバージョン公開記念番組 ※オールナイトニッポン放送
- 超機動伝説ダイナギガ（雄物川所長）
- 新井素子作品「通りすがりのレイディ」（村田）

### 吹き替え

#### 俳優
- エド・ローター 
  - ジェシカおばさんの事件簿 とても不安な保安官（オーヴィル・イェーツ保安官）
  - 特攻野郎Aチーム シーズン2 #20（ダグラス・カイル）
  - 必殺処刑コップ（シェーファー警部）※VHS版
  - 暴力ハイスクール!/ブラック・コブラ（モラン）
- 倉田保昭
  - 帰って来たドラゴン（ブラック・ジャガー）
  - 少林寺マスター（富士竜之進）
  - 武道大連合・復讐のドラゴン（ブラックジャガー）※テレビ東京版
- ハリス・ユーリン　
  - スカーフェイス（メル・バーンスタイン）※テレビ東京版
  - プレジデント・トルーマン（ジョージ・マーシャル）
  - ホワイトハウスの陰謀（クラーク）※ソフト版

#### 映画
- アイアン・イーグル（アキール・ナイケシュ大佐〈デヴィッド・スーシェ〉）
- アウトロー・ポリス/傷だらけのバッジ（モーリソン〈リチャード・リール〉）
- 悪魔と深海（セプテンバー大尉〈ゲイリー・クーパー〉）
- 悪魔のくちづけ（プリチャード〈パット・ラファン〉）
- 悪魔の植物人間（ブライアン・レッドフォード〈ブラッド・ハリス〉）
- アベレーション（ピーターソン〈ノーマン・フォーシー〉）
- アメリカン・グラフィティ（ゴードン〈スコット・ビーチ〉）※TBS版
- アラクノフォビア（ヘンリー・ビーチウッド）※ソフト版
- アラスカ魂（フランク・キャノン〈アーニー・コバックス〉）※NET版
- アラモ ※NET版
- 暗殺者 ※フジテレビ版
- イーストウィックの魔女たち
- E.T.（医師）※BD・VHS版
- 1492 コロンブス（ボバディリア〈マーク・マーゴリス〉）※ソフト版
- いつか晴れた日に（ダッシュウッド氏〈トム・ウィルキンソン〉）
- 今そこにある危機（ジェームズ・グーリア提督〈ジェームズ・アール・ジョーンズ〉）※ソフト版
- イン・ザ・ネイビー（ウィンズロー提督〈リップ・トーン〉）
- ヴィクトリア（オリバーの父〈ハリー・アンドリュース〉）
- ウェインズ・ワールド2（ジェフ・ウォン〈ジェームズ・ホン〉、チャールトン・ヘストン）
- ウォール街（チャーリー、トレーダーオフィスの社員〈オリバー・ストーン〉）※テレビ朝日版
- ウォンテッド（デイヴ・ヘンダーソン）
- 失われた週末（ウィック〈フィリップ・テリー〉）
- エア★アメリカ（ダヴェンポート上院議員〈レイン・スミス〉）※ソフト版
- エイセス/大空の誓い（ストックマン将軍〈フレッド・トンプソン〉）※ソフト版
- エイミー（カラザース理事長）
- エクスカリバー（ケイ〈ニオール・オブライエン〉）
- SFバイオノイド（アラン・ジェフリーズ〈ジェフリー・ルイス〉）
- エディー 勝利の天使（ワイルド・ビル・バージェス〈フランク・ランジェラ〉）
- エリン・ブロコビッチ（リロイ・A・シモンズ判事）※ソフト版
- L.A.大捜査線/狼たちの街
- OK牧場の決斗（モーガン・アープ〈デフォレスト・ケリー〉）※日本テレビ版
- オーメン2/ダミアン（ダニエル・ネフ軍曹〈ランス・ヘンリクセン〉）※LD版
- 追いつめられて（デヴィッド・ブライス国防長官〈ジーン・ハックマン〉）※ソフト版、（マーシャル長官〈フレッド・トンプソン〉）※テレビ朝日版
- 狼よさらば 地獄のリベンジャー（サル・パコーニ〈チャック・シャマタ〉）
- おかしな関係（フランク・ジョイナー〈ピーター・マイケル・ゴーツ〉）
- 男たちの挽歌 II（ワン〈ン・マンタ〉）※ソフト版
- 踊る大紐育（チップ〈フランク・シナトラ〉）
- オレゴン魂（ブリード〈アンソニー・ザーブ〉）※TBS版
- カーツーム ※NETテレビ版
- カプリコン・1（ピーター・ウィリス〈サム・ウォーターストン〉）
- カラーズ 天使の消えた街（ヤング、デニス、テッド、囚人2、警官6、無線の声2）
- 危険を買う男（グラニエ）
- キャノンボール3 新しき挑戦者たち（ヴァレンチノ〈ブライアン・ジョージ〉）※TBS版
- ギャラクシー・オブ・テラー/恐怖の惑星（イルヴァー隊長〈バーナード・ベーレンス〉）
- Q&A（サム・チャップマン〈チャールズ・S・ダットン〉）※ソフト版
- 恐怖のいけにえ（トニー・ロス）
- 恐怖のメロディ（アル・モンテ〈ジェームズ・マクイーチン〉）
- キリング・フィールド（リーヴス大尉〈クレイグ・T・ネルソン〉）
- ギルバート・グレイプ（ケン・カーヴァー〈ケヴィン・タイ〉）
- 銀河伝説クルール（レル〈バーナード・ブレスロー〉）
- グース（パットフィールド司令官）※ソフト版
- グッドフェローズ（フレンチー〈マイク・スター〉、ビリー・バッツ〈フランク・ヴィンセント〉）
- グリニッチ・ビレッジの青春（バーニー、駅の警官〈ジョー・スピネル〉）
- クレオパトラ（アグリッパ〈アンドリュー・キア〉）※日本テレビ版
- クロスゲージ（ドナルド・ビッカード〈ロバート・カルプ〉）
- K-9/友情に輝く星（ハルステッド〈ダニエル・デイヴィス〉）※ソフト版
- ケープ・フィアー（裁判長〈マーティン・バルサム〉）※ソフト版
- 刑事ベルモア/共謀者（ダーネル・シーグローヴ警部補〈スティーヴ・イースティン〉）
- 汚れなき瞳の中に（フィル・テラガロッサ〈レン・キャリオー〉）
- 激戦地（レイモンド・ストーン）
- 激突39台!史上最大の自動車事故/ハイウェイ・パニック（サム軍曹〈ロバート・コンラッド〉）
- 拳銃のバラード（銀行頭取）※テレビ東京版
- ゴースト/血のシャワー（船内スピーカーの声）
- コード・ネーム・ウルフ（ダッチ〈キャメロン・ミッチェル〉）
- コードネームはファルコン（ドルトンの父〈リチャード・ダイサート〉、アレックス〈デヴィッド・スーシェ〉）
- ゴールデン・チャイルド（ボッグス刑事）※テレビ朝日版
- 氷の微笑（ジョン・コレリ副検事〈ウェイン・ナイト〉、マイロン医師）※ソフト版
- 心の指紋（ウェブスター・スカイホース〈ヴィクター・アーロン〉）
- この生命誰のもの（エマーソン〈ジョン・カサヴェテス〉）
- この胸のときめき（エメット〈エディ・ジョーンズ〉）
- コブラ（ハリウェル〈ヴァル・エイヴリー〉）※テレビ朝日版
- 最後のインディアン（ラファティ〈ヴィクター・フレンチ〉）
- さいはての用心棒（サンダース少佐）※TBS版
- ザ・カー（ウェイド保安官〈ジェームズ・ブローリン〉）※日本テレビ版
- ザ・ガン 運命の銃弾（ギル・ストラウス）
- サザン・コンフォート（クロフォード・プール軍曹〈ピーター・コヨーテ〉）※毎日放送版
- ザ・ターゲット（ローレンス・ブラックバーン将軍〈チャールズ・シオフィ〉）
- 殺人魚フライングキラー（ギャビー〈アンシル・グロードン〉）※テレビ朝日版
- 殺人のはらわた（ヴィットリオ・ファローニ〈ヘンリー・シルヴァ〉）
- ザ・ビジター（ウォーカー〈メル・ファーラー〉）
- サルバドル/遥かなる日々
- サンタクロース ※テレビ朝日版
- シー・オブ・ラブ（警部補〈ジョン・スペンサー〉）※ソフト版
- シークレット・ウェポン/死の標的（マーク・デントン大佐〈モンテ・マーカム〉）
- 幸せはパリで（テッド・ガンサー〈ピーター・ローフォード〉）
- JFK（ガイ・バニスター〈エドワード・アズナー〉）※ソフト版
- 地獄の戦闘艇バラクーダ（ジェンキンス〈ゴードン・マルホランド〉）
- 地獄のモーテル（ビリー牧師〈ウルフマン・ジャック〉）
- 地獄の黙示録（コーマン将軍〈G・D・スプラドリン〉）※テレビ東京版
- 7月4日に生まれて（ビリヤードの男〈ボー・スター〉）※テレビ朝日版
- シティ・スリッカーズ（クレイ・ストーン〈ノーブル・ウィリンガム〉）※VHS版
- 死の氷壁（ハリス・サッチャー中佐〈トニー・ムサンテ〉）
- 死亡遊戯（スティック〈メル・ノヴァク〉、合気道使い）
- ジャッジ・ドレッド（ジャッジ・カルロス・エスポジト〈ピーター・マリンカー〉）※ソフト版
- ジュニア（ノア・ベインズ〈フランク・ランジェラ〉）※ソフト版
- ジョーズ（タフト氏）※TBS版
- 上流社会（セス・ロード〈シドニー・ブラックマー〉）※TBS版
- 少林寺三十六房（ホー先生〈フランキー・ウェイ〉）
- 白と黒のナイフ（アンドリュー・ハーデスティ〈ジェームズ・カレン〉）
- 新・手錠のままの脱獄（フロイド・カーペンター〈バリー・コービン〉）
- スーパー・タッチダウン（カーヴァー・パーセル〈フレッド・トンプソン〉）
- スーパーマンII/冒険篇（ロッキー）※テレビ朝日旧録版
- スター・ウォーズ エピソード5/帝国の逆襲（ファーマス・ピエット提督〈ケネス・コリー〉）※日本テレビ版、（マキシミリアン・ヴィアーズ将軍〈ジュリアン・グローヴァー〉）※劇場公開版・ソフト版
- スタートレックV 新たなる未知へ（ジェームズ・T・カーク〈ウィリアム・シャトナー〉）※機内上映版
- スタートレックVI 未知の世界（チャン将軍〈クリストファー・プラマー〉）※VHS版
- スターリングラード（ハラー大尉〈ディーター・オクラス〉）
- ステート・オブ・グレース（ボレリ〈ジョー・ヴィテレリ〉）※VHS版
- スネーキーモンキー 蛇拳（ロシア人宣教師）
- スペースキャット（チャーリー・オリンパス〈ウィリアム・プリンス〉）
- ゼイリブ（ギルバート〈ピーター・ジェイソン〉）
- 1900年（アルフレード・ベルリンギエリ〈バート・ランカスター〉）
- 戦場にかける橋 ※フジテレビ版
- 戦争の犬たち（デレク〈ポール・フリーマン〉）
- 続・大都会の青春（レイ・チャーチ〈アール・ホリマン〉）
- 訴訟（シムズ判事〈マット・クラーク〉）
- ゾンビ（バーマン〈デヴィッド・アーリー〉）※テレビ東京版
- ダーティハリー5（ジェネロ〈アンソニー・チャルノータ〉）
- ダイ・ハード（ハンス・グルーバー〈アラン・リックマン〉）※機内上映版[26]
- タイムコップ（アトレイ上院議員〈ケネス・ウェルシュ〉）※テレビ朝日版
- 大陸横断超特急（ドナルドソン警部〈レン・バーマン〉）※日本テレビ版
- タッカー（カービー〈ジェイ・O・サンダース〉）※日本テレビ版（4Kレストア版DVD、BDに収録）
- 脱出（エド〈ジョン・ヴォイト〉）※ソフト版
- ダブル・インパクト（ナイジェル・グリフィス〈アラン・スカーフ〉）※VHS版
- 007 私を愛したスパイ（タルボット）※TBS新録版
- 007 トゥモロー・ネバー・ダイ（ローバック提督〈ジョフレー・パーマー〉）※ソフト版
- ダンス・ウィズ・ウルブズ（ファンブロー少将〈モーリー・チェイキン〉）※ソフト版
- チェリー2000（6本指のジェイク〈ベン・ジョンソン〉）
- チャイニーズ・ウォリアーズ（チンチンの父〈チャン・イー〉）
- チャレンジャー（アンジェロ〈サル・ミネオ〉）
- 追跡者（ミルトン刑事〈クルー・ギャラガー〉）
- ツインズ（ウェブスター〈マーシャル・ベル〉）※ソフト版
- 月の輝く夜に（ジョニー〈ダニー・アイエロ〉）※JAL、ANA機内上映版
- DECOY 密猟地帯（ジョン・ウェリングトン〈ピーター・ブレック〉）
- テキサス決死隊（ジム・ホーキンス〈フレッド・マクマレイ〉）
- テス（トリンガム牧師）
- テックス（コール・コリンズ〈ベン・ジョンソン〉）
- デルタ・フォース（ジャミール、ジャック）
- テレフォン（ウィリアム・エンダース）
- 天使にラブ・ソングを…
- トータル・リコール（エッジマー博士〈ロイ・ブロックスミス〉）※ソフト版
- ドーバー海峡殺人事件（フィリップ・デュラント〈イアン・マクシェーン〉）
- トゥームストーン（ヴァージル・アープ〈サム・エリオット〉）
- トゥルー・カラーズ（フランク・スチューベンス上院議員〈フィリップ・ボスコ〉）
- 特殊部隊ライトニング・フォース（マクヒュー将軍〈マシュー・ウォーカー〉）
- ドッグ・イン・パラダイス（将軍、社長）
- 特攻警察（アルベテーリ〈ジョン・サクソン〉）
- 飛べないアヒル（ジャック・ライリー〈レイン・スミス〉）
- ドラグネット 正義一直線（ジェリー・シーザー〈ダブニー・コールマン〉）※機内上映版
- ドラゴンへの道（ジミー〈ユニコーン・チャン〉）
- ナインハーフ3（デヴィッド・ミルマン〈フレデリック・フォレスト〉）
- 長くつ下ピッピの冒険物語（エフライム・ロングストッキング船長）
- ニック・オブ・タイム（謎の男〈G・D・スプラドリン〉）※ソフト版
- ニューマン（ヘンリー・キルブラント）
- ニューヨーク1997（レーミー〈トム・アトキンス〉）
- 摩天楼はバラ色に（アート・トーマス〈ジェリー・バマン〉）※フジテレビ版
- ハードカバー/黒衣の使者（ガーバー課長、演出家）
- ノートルダム（クロード・フロロー司教〈リチャード・ハリス〉）
- パーフェクト・ワールド（トム・アドラー〈レオ・バーメスター〉）※ソフト版
- π（ラビ〈スティーヴン・パールマン〉）
- ハウリングII（ステファン・クロスコア〈クリストファー・リー〉）
- 白鯨（ダグー〈エドリック・コナー〉）※TBS版
- 爆発!海底大油田/ファイヤー・インフェルノ
- バック・トゥ・ザ・フューチャーシリーズ
  - バック・トゥ・ザ・フューチャー（ジェラルド・ストリックランド〈ジェームズ・トールカン〉、オーティス・ピーボディ〈ウィル・ヘア〉）※フジテレビ版
  - バック・トゥ・ザ・フューチャー PART2（ウェスタン・ユニオンの男〈ジョー・フラハティ〉）※テレビ朝日版
  - バック・トゥ・ザ・フューチャー PART3（葬儀屋〈マーヴィン・J・マッキンタイア〉）※テレビ朝日版
- ハックルベリー・フィンの冒険（公爵）
- バットマン（ハーヴィ・デント検事〈ビリー・ディー・ウィリアムズ〉）※ソフト版
- バトルランナー（ファイヤーボール〈ジム・ブラウン〉）※テレビ朝日版
- バニシング（リック〈マリノ・マッセ〉）
- ハバナ（メノカル大佐〈トーマス・ミリアン〉）
- ハメット（ブラッドフォード〈リチャード・ブラッドフォード〉）
- 薔薇の素顔（アシュランド〈ジェフ・コーリー〉）※ソフト版
- パララックス・ビュー
- ハロウィン4 ブギーマン復活（ベン・ミーカー保安官〈ボー・スター〉）※VHS版
- ハロウィン5 ブギーマン逆襲（ベン・ミーカー保安官〈ボー・スター〉）※VHS版
- ハワード・ザ・ダック/暗黒魔王の陰謀（ジェニング博士〈ジェフリー・ジョーンズ〉）※フジテレビ版
- 判決前夜/ビフォア・アンド・アフター（グラディ判事）
- 必殺マグナム（フランク・ヴィンチェンゾ〈リチャード・ロマナス〉）※フジテレビ版
- 羊たちの沈黙（ヘイデン・バークFBI長官〈ロジャー・コーマン〉）※VHS版
- ヒドゥン（マスターソン部長〈クラレンス・フェルダー〉）
- 飛龍カンフー（シンコー〈レオン・カーヤン〉）
- ビルとテッドの大冒険（ジークムント・フロイト）
- ピンク・キャデラック
- ブーメラン（ジャクソン〈ジョン・ウィザースプーン〉、執事）
- ファイナル・カウントダウン（ペリー大尉）※テレビ朝日版
- フィールド・オブ・ドリームス（チック・ガンディル〈アート・ラフルー〉）※VHS版
- フィラデルフィア・エクスペリメント（年老いたジム〈ラルフ・マンザ〉）※テレビ朝日版
- フクロウと子猫ちゃん（ラプジンスキー〈ジャック・サンダルスク〉）
- ブライズヘッド再び（マーチンメイ卿〈ローレンス・オリヴィエ〉）
- ブラック・レイン ※フジテレビ版
- フラバァ・デラックス（ハーリー）
- フランティック（パスカル〈パトリス・メレネク〉）※TBS版
- フリー・ウィリー（ダイアル〈マイケル・アイアンサイド〉）※ソフト版
- プリティ・リーグ（ウォルター・ハービー〈ゲイリー・マーシャル〉）※ソフト版
- ブレイン・デッド／脳外科医R（ヴァンス〈ジョージ・ケネディ〉）
- フレンチ・コネクション（ピエール・ニコリ〈マルセル・ボザッフィ〉）※LD版
- プロジェクト・イーグル（バノン男爵〈ボジダール・スミルジャニック〉）※ソフト版
- ヘルショック 戦慄の蘇生実験（刑事B〈アントニオ・ピカ〉）
- ヘルハザード/禁断の黙示録（ルーシャス・フェナー〈エリック・ニュートン〉）
- ヘル・レイザー（魔道士ピンヘッド〈ダグ・ブラッドレイ〉）
- 暴力脱獄
- ホワイト・バッファロー（ウィニフレッド・コクシー〈スチュアート・ホイットマン〉、ピート・ホルト）
- ホワイトハンター ブラックハート（フィル・ダンカン）
- マイアミ・ガイズ -俺たちはギャングだ-（マウス〈シーモア・カッセル〉）
- マスターズ/超空の覇者（冒頭のナレーション、ジュリーの父、警官）※テレビ朝日版
- マディソン郡の橋 ※ソフト版
- マニトウ（ハリー〈トニー・カーティス〉）
- マネキン2（スプレッツル伯爵〈テリー・カイザー〉）※VHS版
- ミスター&ミセス・ブリッジ（ソーワー〈サイモン・キャロウ〉）
- MR.デスティニー（ジャッキー・アール・バンパーズ〈ジェイ・O・サンダース〉）
- 見せたがる女（リチャーズ署長〈エリオット・グールド〉）
- 魅せられて（ムッシュ・ギョーム〈ジャン・マレー〉）
- ミッドウェイ（ハリー・ピアソン海軍調査部少将〈エド・ネルソン〉）※日本テレビ版
- ミッドナイトクロス（ローレンス・ヘンリー〈ジョン・マクマーティン〉、ミルト）※テレビ朝日版
- ミッドナイト・ラン（トニー・ダーボ〈リチャード・フォロンジー〉）※VHS版
- ミルク・マネー（ジェリー〈フィリップ・ボスコ〉）
- メテオ（アドロン将軍〈マーティン・ランドー〉）※VHS版
- 野獣捜査線（ブレナン）
- 山猫（パラヴィチーノ大佐〈イヴォ・ガラーニ〉）※テレビ朝日版
- ヤング・シャーロック/ピラミッドの謎（父親〈ロジャー・ブライアリー〉）※テレビ朝日版
- 夕べの星（ギャレット・ブリードラヴ〈ジャック・ニコルソン〉）
- ユナイテッド93（ベン・スライニー）※ソフト版
- 夢を生きた男/ザ・ベーブ（ジャック・ルパート大佐〈バーナード・ケイツ〉）※ソフト版
- 48時間（アルグレン〈ジョナサン・バンクス〉）※日本テレビ旧録版、（ヘイデン〈フランク・マクレー〉）※日本テレビ新録版
- ライオンハート（副官）※テレビ東京版
- ラストエンペラー
- ラスト・ボーイスカウト（シェリー・マーコン〈ノーブル・ウィリンガム〉）※ソフト版
- ラビリンス/魔王の迷宮（サラの父〈クリストファー・マルコム〉）※フジテレビ版
- ランボー（ガルト〈ジャック・スターレット〉）※TBS版
- ランボー/怒りの脱出（バンクス〈アンディ・ウッド〉）※日本テレビ版
- 離婚・男の言い分 離婚・女の言い分（カドナ〈ルドルフ・ウォーカー〉）
- リトル・ビッグ・フィールド（トーマス・ヘイウッド〈ジェイソン・ロバーズ〉）
- リベンジャー（キャトレット〈O・J・シンプソン〉）
- ル・ジタン（マルセル）
- レッド・バイオリン（プッサン・オックスフォード〈ジャン＝リュック・ビドー〉）
- レッドブル ※テレビ朝日版
- ローヤル・フラッシュ（デ・ゴーテ〈トム・ベル〉）
- ロッキー4/炎の友情（ドラゴのセコンド）※TBS版
- ロボコップ（ヘッジコック警部補〈マイケル・グレゴリー〉、医師）※テレビ朝日版
- ロマンシング・ストーン 秘宝の谷（グローガン）※テレビ朝日版
- ワイアット・アープ（サザーランド氏〈ジェームズ・ギャモン〉）※ソフト版
- ワイルドカントリー（ジェンセン、ツー・ドッグ、クリーヴ〈ランス・ハワード〉）
- わたしは目撃者（スピニ警部〈ピエル・パオロ・カポーニ〉）
- 罠にかかったパパとママ（モスビー司祭〈レオ・G・キャロル〉）

#### ドラマ
- アウター・リミッツ（エボン星人）
- 悪魔の異形 #2（ウィリス〈ジェームズ・コスモ〉）
- アメリカン・ヒーロー #2（ゴードン・マクレディ〈ジェームズ・ホイットモア・Jr〉）、#25（ジャック・マーテル）
- ER緊急救命室シーズンⅩ #13（モーガン）
- インディ・ジョーンズ/若き日の大冒険
- V（マーチン〈フランク・アシュモア〉）※日本テレビ版
- V2/ビジターの逆襲（フィリップ）
- 浮気なおしゃれミディ（マット・ジャービス〈ジョン・ドゥウェイ＝カーター〉）
- エイリアン・ウォーズ（キャッシュ・マッカロー〈マイケル・パークス〉）
- エクスカリバー 聖剣伝説（老マーリン）
- X-ファイル（スモーキング・マン〈ウィリアム・B・デイヴィス〉）※2代目
- エレメンタリー3 ホームズ&ワトソン in NY #15（宝石商〈ボブ・アリ〉）
- 女刑事ペパー（ピート・ロイスター〈チャールズ・ディアコップ（英語版）〉）※テレビ東京版
- がんばれ!ベアーズ シーズン2 #5（アーメッドの父）
- 刑事コロンボ
  - 野望の果て（チャーリー刑事、整備士）
  - 権力の墓穴（マーク・ハルプリン次長〈リチャード・カイリー〉）※完全版追加収録部分
  - 自縛の紐（ルイス・レイシー）※NHK版
  - 逆転の構図（ウィークリー）
  - 第三の終章（ヤング刑事）
  - 黄金のバックル（ミラー刑事）
- 刑事スタスキー&ハッチ（ウィリッツ〈ジョン・アシュトン〉）
  - シーズン1 #9（ショックリー）、#12（リック・ハウザー）、#19（サルコ）
- 刑事ナッシュ・ブリッジス シーズン2 #6（コーリック・マクミラン〈ハーヴ・プレスネル〉）
- こちらブルームーン探偵社 シーズン4 #3（ブライアント・ウィルボーン〈テリー・オクィン〉）
- ザ・コミッシュ シーズン1 #5・6（ラリー・ビックフォード）
- ザ・ハンガー シーズン1 #4（ヒューゴ・ラウリー〈ケネス・ウェルシュ〉）
- 三国志演義（馬騰、孟節）※NHK衛星放送
- サンフランシスコの空の下
- ジェシカおばさんの事件簿
  - 最後の幕が下りる時（セルゲイ・ベレンスキー〈アンソニー・デロンギス〉）
  - カンバスに死の色を（ウイラード〈ロバート・グーレット〉）
  - 悪党は岬に眠れ（コワルスキー〈ケン・スウォフォード〉）
  - 広告とるのも命がけ（ビドル〈ピーター・ハスケル〉）
- シカゴ・ホープ（ウォルター・マクテーグ〈ポール・ドゥーリイ〉）
- 事件記者ルー・グラント（アーサー・ドノバン〈ジャック・バノン〉）
- シャーロック・ホームズの冒険
  - 青い紅玉（ウィンディゲイト）
  - バスカビル家の犬（バリモア〈ロナルド・ピックアップ〉）
- 私立探偵マグナム シーズン2 #5（バック・グリーン大佐）
- 新スーパーマン（老コナー・シェンク〈サンディ・ワード〉）
- 新スーパーマンIII（マンバ〈トニー・カーティス〉）
- 新スタートレック
  - シーズン2 #30「無法者オコーナ」（クシエル〈アルバート・ストラットン〉）
  - シーズン3 #58「亡命者」シートール中尉〈ジェームズ・スローヤン〉）
  - シーズン4 #78「宇宙孤児ジョノ」エンダー艦長〈シャーマン・ハワード〉）
  - シーズン5 #103「流浪のベイジョー星人」ケナリー提督〈クリフ・ポッツ〉
  - シーズン5 #107「潜入!ロミュラン帝国（前編）」パーデック評議員〈マラチ・スローン〉
  - シーズン5 #108「潜入!ロミュラン帝国（後編）」クバダ艦長〈スティーブン・Ｄ・ルート〉
  - シーズン5 #118「恐怖の宇宙時間連続体」モーガン・ベイトマン艦長〈ケルシー・グラマー〉
  - シーズン6 #136「戦闘種族カーデシア星人（前編）」ガル・マドレッド〈デビッド・ワーナー〉
  - シーズン6 #137「戦闘種族カーデシア星人（後編）」ガル・マドレッド〈デビッド・ワーナー〉
  - シーズン7 #156「謎のエイリアン部隊（前編）」バラン〈リチャード・リンチ〉）
  - シーズン7 #157「謎のエイリアン部隊（後編）」バラン〈リチャード・リンチ〉）
- スタートレック:ディープ・スペース・ナイン シーズン7 #7（ダロック〈ニール・ヴィポンド〉）
- スティーブン・キングのゴールデン・イヤーズ（ジュード・アンドリュース〈R・D・コール〉）
- スパイ大作戦
  - ドラッグ・シンジケート（パターソン）
  - 隣国侵攻!狙われた油田（政治局長）
  - シーズン2 雲上のマイクロフィルム（秘密警察長官スタール大佐〈スティーヴ・イーナット〉）
  - シーズン3 尋問（ノーマン・クルーガー）
- 青春!カリブ海（ジャック・バンダウェイ教授〈チャールズ・キーティング〉）
- 0011ナポレオン・ソロ #70（アダム・テンザ〈チャド・エヴェレット〉）
- SOAP ソープ シーズン2 #14（ヒッキー巡査）
- 則天武后（素節の叔父）
- タイムマシーンにお願い（ユージン・ハラー検事〈ウィリアム・シャラート〉）
- 地上最強の美女たち!チャーリーズ・エンジェル
  - シーズン2 #13（アレックス・サマーズ署長）
  - シーズン3 #14（ドレスラー）
- 地上最強の美女バイオニック・ジェミー（リッター）
- 超音速攻撃ヘリ エアーウルフ
  - シーズン1 #10（アレックサイ・プロボフ）、#11（エリソン大佐）
  - シーズン2 #20（ジョー・クライン）
  - シーズン3 #3（ケラー）、#7（コール）、#18（ジェリー・カーストン）
- ツイン・ピークス（ジャン・ルノー〈マイケル・パークス〉）
- 電撃スパイ作戦 #27（通信兵）
- 逃亡者 #108（保安官〈レイ・ケロッグ〉）、#111（イリノイ州の巡査）
- 特捜刑事マイアミ・バイス
  - シーズン1 #3（デズモンド・マクスウェル）、#12（アンディ・スローン）、#15（トド署長）
  - シーズン3 #21（エステバン・モントーヤ〈イアン・マクシェーン〉）
- ドクタークイン 大西部の女医物語 パイロット版（シビントン大佐）
- 特別狙撃隊S.W.A.T. シーズン1  #1（ロバート・デュラン巡査）
- 特攻野郎Aチーム
  - シーズン1 #6（ジャッキー・マーテル）、#8（ミッチェル・バーンズ）
  - シーズン2 #6（ミラー・クレーン〈マイケル・アイアンサイド〉）
  - シーズン3 #5（エディ・ディヴェイン〈スティーヴン・ウィリアムズ〉）、#9（ボイル〈ロバート・デヴィ〉）、#16（マドリッド）
  - シーズン4 #11（プレストン）、#14（ボブ・マッキーヴァー〈ケヴィン・マッカーシー〉）
  - シーズン5 #4（アイスラー委員長）、#13（ステファン・ドリアン）
- ナイトライダー
  - パイロット版「電子頭脳スーパーカー誕生」（ラルフ・ウェスリー博士〈リチャード・アンダーソン〉）
  - シーズン1 #2「重戦車砲撃網大突破」（レイニー少佐〈アンドレ・ハーベイ〉）
  - シーズン1 #7「デボン逮捕!決死の脱獄・迫る巨大トレーラー!橋上の対決」（テッド・ウォーレス巡査部長〈テッド・マークランド〉）
  - シーズン2 #2「刑務所脱獄!復讐の時限爆弾を探せ!!」（仮釈放委員）
  - シーズン3 #1「強敵!赤い殺人カー」（看守）
  - シーズン4 #17「山火事!放火犯を新兵器で追え!」（デピュティ・クラーク〈トム・シムコックス〉）
- NY市警緊急出動部隊 トゥルー・ブルー（ウィリアム・トリプレット警部補〈ボウ・スター〉）
- HAWAII FIVE-0 #13 シーズン2 #11（ヒロ・ノシムリ〈ケイリー＝ヒロユキ・タガワ〉）
- 犯罪捜査官ネイビーファイル #4（トーマス・ウィリアムズ大将〈チャールズ・ハラハン〉）
- 100万ドルを取り返せ!（ロニー、シャーマン・ベイカー）
- ヒューストン・ナイツ（マイキー〈リチャード・ブライト〉）
- 氷点下22℃ 救助隊、応答せよ（バーガー）
- ヒルストリート・ブルース（ハワード・ハンター警部補〈ジェームズ・B・シッキング〉）
- フェーム/青春の旅立ち シーズン1 #5（マーヴィン・ラトリッジ、デヴィッド）
- プリズナーNo.6（医者）#6
- ブルーサンダー（ババ・ケルシー〈ババ・スミス〉）
- 冒険野郎マクガイバー（チュウ、Mr.リー・ウェンリー〈ジェームズ・ホン〉）
- マッコイと野郎ども（ヒューゴ）
- マルコ・ポーロ シルクロードの冒険（見習い僧）
- ヤングライダーズ（店主、看守、検事 他ゲスト出演多数）
- 愉快なシーバー家（バボッツ〈ジョン・ラモッタ〉）
- ラブ・ボート（マイク神父〈ディック・サージェント〉）#11
- ランゴリアーズ（ルディ・ワーウィック〈バクスター・ハリス〉）※VHS版
- ルーツ（ボデン・ボディアック）※ソフト版
- わんぱくフリッパー シーズン1 #8（クーニグ）※VHS版

#### アニメ
- クマゴロー（レンジャー・スミス）
- コロンブスの大冒険
- スパイラルゾーン（スティーブン・マクファーランド）
- ダックにおまかせ ダークウィング・ダック（ネガダック）
- チップとデールの大作戦（ネモ船長）※新吹き替え版
- バットマン（ローランド・ダゲット）

#### 人形劇
- サンダーバード（チップの父親〈モリソン〉、クラブロッガー設計者ジム・ルーカス、ギティアーズ）

### 特撮
- ウルトラマンA 第8話（鈴木医師）
- 恐竜大戦争アイゼンボーグ（恐竜魔王ゴッテスの声[27]）
- 光速エスパー（ギロン星人の声）
- マグマ大使 第47・48話（日光の病院院長）
- 戦え! マイティジャック 第19話（植物人間プラント3号）

### テレビドラマ
- ダイヤル110番 第320話「殺意の部屋」（1963年、日本テレビ）
- 戦友 第26話「黄塵の彼方へ」（1964年、NET）
- 新隠密剣士 第6話「変化術法」（1965年、TBS）
- 特別機動捜査隊（テレビ朝日 / 東映）
  - 第89話「恋と金と魔女」（1963年）
  - 第370話「挑戦」（1968年）
- 五人の野武士 第25話「礫打ち」（1969年、日本テレビ）
- 大江戸捜査網（東京12チャンネル）
  - 第25話「元禄ぐれん隊」（1970年） - 筆頭与力 浅野
  - 第39話「傷だらけの愛情」（1970年） - 板倉家の用心棒
- 天下御免（1971年、NHK）
- 男の償い（1972年、フジテレビ）
- 特捜記者 犯罪を追え! 第11話「罠にはまった女」（1974年、日本テレビ）
- 木曜ドラマ 動物のお医者さん（2003年、テレビ朝日） - スナネズミの声

### 映画
- 基地の周辺（1973年） - 解説
- スタア（1986年） - 刑事

### 人形劇
- 銀河少年隊（1963年、NHK）[28]
- スペース・パトロール（1964年） - ハガティー教授
- ひょっこりひょうたん島（1964年） - 怪物

### 舞台
- エー・アンド・ピープロデュース公演「12人の浮かれる男」（1980年） - 陪審員10号
- 朗読の日公演 阿久悠作「恋文富士を見て」（NPO法人日本朗読協会主宰、2006年）
- 「秘花」-朗読と音楽の世界-（2007年）※第62回文化庁芸術祭参加作品
- 朗読と被爆ピアノコンサート「ミサコの被爆ピアノ」（2008年）※友情出演
- 朗読の日第7回公演 浅田次郎作「天切り松闇がたり」（2009年） - 松蔵〈老人〉
- 寄目苦楽部 第1回公演「父と暮らせば」（ななみるくスペシャル・プロデュース、2009年） - 演出
- 文化庁芸術祭参加公演「浮世絵でつむぐ江戸物語」（2009年） - 演出
- ニトロキュー公演 アントン・チェーホフ原作「ワーニャ伯父さん」（2015年、現代座会館）
- 譚倶楽部公演
  - 第15回公演「情」（2006年）
  - 番外公演「ここだけの話」（2007年） - 演出
  - 第16回公演「深海のカーニバル」（2007年） - 演出
  - 第19回公演「落陽ラプソディ」（2008年） - 演出
  - 高橋績3部作〜耳のいい母〜（2008年） - 演出
  - まほらま合同公演「娑婆に脱帽」（2008年） - 演出
  - 第22回公演「江戸の心根聞かせます」（2009年）
  - 第24回公演（2011年）
  - 第25回公演「粋と情追いかけて / 演目：仕掛人・藤枝梅安より、梅安迷い箸」（2011年） - 演出
  - 第26回公演「根岸の里に江戸の風」（2012年）
  - 第27回公演「三人掛りで江戸をはこんで来ました / 演目：殺しの四人」（2013年）
  - 第28回公演「鶯の里に江戸が華やぎます / 演目：仕掛人・藤枝梅安より、梅安雨隠れ」（2014年）
  - 第29回公演「根岸の里に若い江戸の旋風がふきます / 演目：仕掛人・藤枝梅安より、さみだれ梅安」（2015年） - 構成・演出
  - 第30回記念公演「みんなで江戸を連れて来ました。其して、あの人も! / 演目：鬼平犯科帳より、大川の隠居」（2016年）
  - 第38回本公演「卒寿 まだまだ… / 演目：梅安晦日蕎麦」（2024年）

### ボイスオーバー
- NHKスペシャル（NHK総合）
- BS世界のドキュメンタリー（NHK-BS1）
- プレミアム10（NHK総合）

### パチスロ
- 青ドンシリーズ（親方）
- 赤ドンシリーズ（親方）
- 緑ドンシリーズ（親方）
- 出番だ!葉月ちゃん（親方）

### その他コンテンツ
- 機動戦士ガンダム0079カードビルダー（シャリア・ブル）
- ダーティペアの大冒険2 ソノラマカセットスペシャル（アラベル）

### シリーズ一覧
1. ↑  『GGENERATION』（1998年）、『SPIRITS』（2007年）、『GENESIS』（2016年）